# Pesa Link
Pesa Link – rodzina normalnotorowych spalinowych pojazdów pasażerskich oferowana przez Pesę Bydgoszcz. Wyprodukowane zostały pojazdy 1-, 2- i 3-członowe, ale producent przewiduje również wersję 4-członową. Linki eksploatowane są w Czechach (České dráhy), Polsce (Koleje Dolnośląskie, Koleje Wielkopolskie i Polregio) i Niemczech (Niederbarnimer Eisenbahn oraz Deutsche Bahn).

## Historia

### Geneza
W 2001 powstał spalinowy wagon silnikowy typu 214M Partner, a w 2004 jego wersja dwuczłonowa typu 218M. W 2008 Pesa wyprodukowała kolejny model – trójczłonowy zespół typu 219M Atribo. Rodzina Link to trzecia generacja spalinowych pojazdów pasażerskich w ofercie Pesy Bydgoszcz. Autorem sylwetki zewnętrznej i wnętrza pojazdów z tej rodziny jest Bartosz Piotrowski, zaś kabinę maszynisty dla nich opracował Mariusz Gorczyński.

### Zamówienia
- 17 marca 2011 – podpisanie umowy na dostawę 31 pojazdów dla České dráhy[10],
- 20 grudnia 2011 – podpisanie umowy na dostawę 12 pojazdów dla Regentalbahn[11], 25 lutego 2015 zamówienie anulowano[12],
- 2 lipca 2012 – podpisanie umowy na dostawę 2 pojazdów dla UM województwa zachodniopomorskiego[13],
- 19 września 2012 – podpisanie umowy ramowej na dostawę do 470 pojazdów dla Deutsche Bahn[14],
  - 22 listopada 2013 – podpisanie umowy wykonawczej na dostawę 36 pojazdów[15],
  - 12 marca 2014 – podpisanie umowy wykonawczej na dostawę 9 pojazdów[16],
  - 24 września 2014 – podpisanie umowy wykonawczej na dostawę 26 pojazdów[17],
  - 24 października 2018 – podpisanie umowy wykonawczej na dostawę 1 pojazdu[18],
- 15 marca 2013 – podpisanie umowy na dostawę 4 pojazdów dla UM województwa lubuskiego[19],
  - 2 października 2017 – zawarto ugodę sądową, w ramach której UM otrzyma 2 dodatkowe pojazdy[20],
  - 1 października 2021 – podpisanie umowy na dostawę jednego pojazdu dla UM używanego wcześniej przez Koleje Wielkopolskie[21].
- 24 września 2013 – podpisanie umowy na dostawę 9 pojazdów dla Niederbarnimer Eisenbahn[22],
  - 2016 – 2 zamówione pojazdy 3-członowe zamieniono na 4 pojazdy 2 członowe[23],
- 9 lutego 2015 – podpisanie umowy na dostawę w formie dzierżawy 4 pojazdów dla Kolei Wielkopolskich[24][25],
- 7 września 2015 – podpisanie umowy na dostawę 4 pojazdów dla Kolei Dolnośląskich[26],
- luty 2017 – podpisanie umowy na dostawę 3 pojazdów dla Przewozów Regionalnych (z opcją na kolejne 2, z której później skorzystano)[27][28][29],
- 13 października 2017 – podpisanie umowy na dostawę 2 pojazdów dla UM województwa wielkopolskiego[30].

### Prezentacje promocyjne

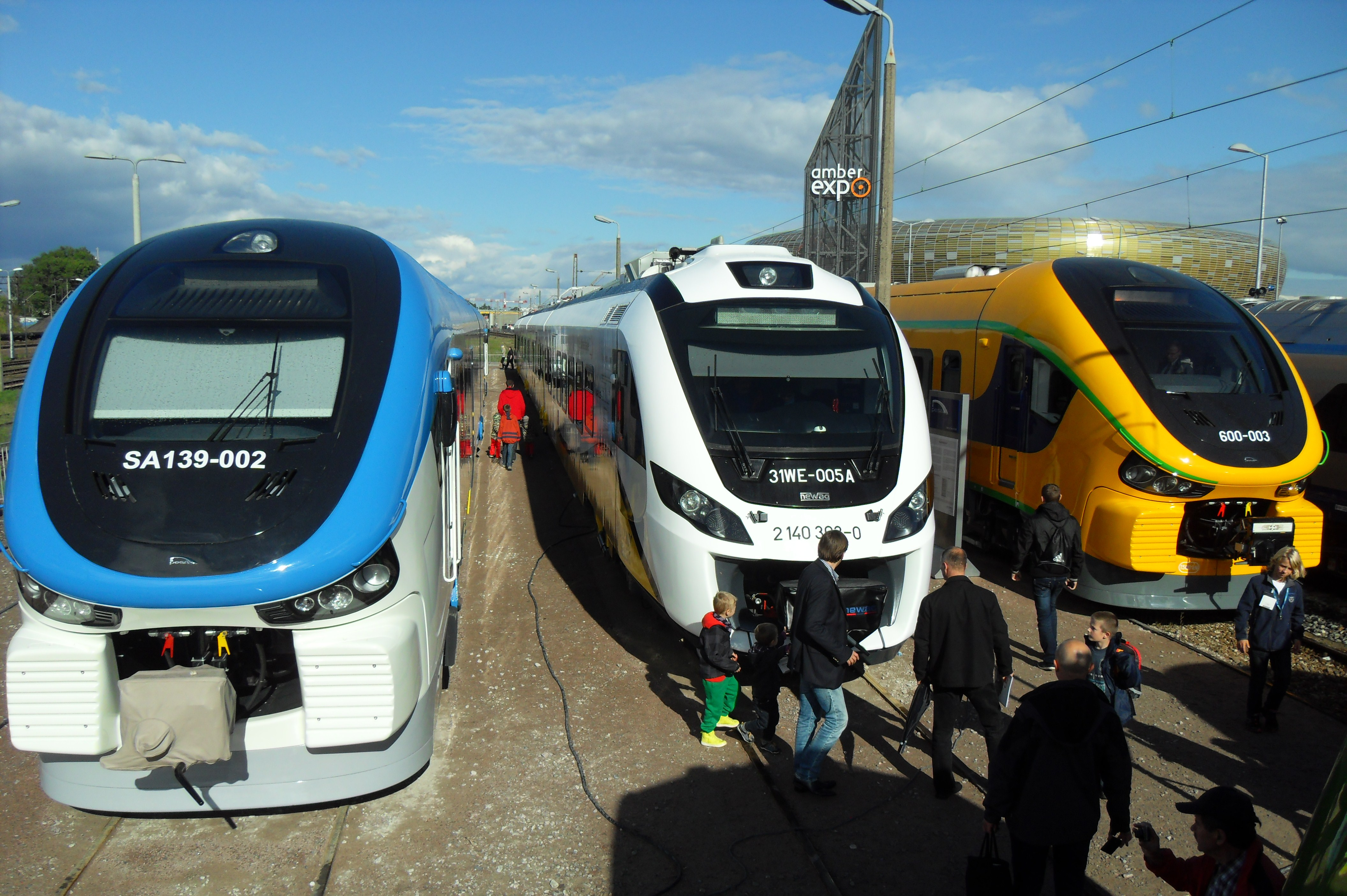
Dwa linki na targach Trako (z lewej i z prawej)

18 września 2012 na targach InnoTrans w Berlinie został zaprezentowany dwuczłonowy link (223M-001/600-001) w barwach Oberpfalzbahn (Kolej Górnego Palatynatu (niem.) – marka Regentalbahn). Pojazd nie był jednak przeznaczony dla tego przewoźnika. Po targach przeznaczono go do przebudowy i sprzedaży województwu zachodniopomorskiemu. W dniach 18–20 czerwca 2013 na targach Czech Raildays w Ostrawie zaprezentowano linka 844-017. We wrześniu 2013 na targach Trako w Gdańsku zaprezentowano jednocześnie dwa egzemplarze (600-003 dla Oberpfalzbahn oraz SA139-002 dla zachodniopomorskiego). Natomiast na targach InnoTrans we wrześniu 2014 Pesa wspólnie z Deutsche Bahn zaprezentowali jednoczłonowego Linka – pierwszy pojazd w barwach DB. 2 lata później na InnoTrans zaprezentowany 2-członowego Linka dla NEB

### Uzyskanie homologacji w Niemczech
W listopadzie 2012 rozpoczęły się jazdy próbne pierwszego egzemplarza wyprodukowanego dla niemieckiego przewoźnika – dwuczłonowego zespołu dla Regentalbahn. Pojazd przeznaczono do ponad rocznych testów, w szczególności homologacyjnych na terenie Niemiec. 5 lutego 2013 pojazd 600-001 przyjechał na tor testowy w Żmigrodzie, a w kwietniu i przez część maja jeździł w Niemczech. Pod koniec maja wrócił do Żmigrodu. W czerwcu dołączyły do niego drugi oraz trzeci egzemplarz i testowano jazdę zespołu złożonego z trzech jednostek.
Pesa uzyskiwała pozwolenia na jazdy bez pasażerów po sieci DB, np. 28 września 2014 dla jednostek 632-004 i -005, i rozpoczęła szkolenie niemieckich maszynistów, nie udało się jednak uzyskać pełnego dopuszczenia do eksploatacji w 2014. Producent tłumaczył opóźnienia zmianą niemieckich przepisów dotyczących oceniania zestawów kołowych, która nastąpiła w czasie starania się o homologację.
Równocześnie w drugiej połowie 2014 Pesa wyprodukowała przeznaczone do testów jednostki jednoczłonową i trójczłonową. Pierwszy egzemplarz trójczłonowy (633-001) znajdował się w październiku w Görlitz (po ukończeniu testów do certyfikacji TÜV Süd Rail), a w grudniu został wysłany do testów w komorze klimatycznej w ośrodku testowym Rail Tec Arsenal w Wiedniu. W kwietniu 2015 miał rozpocząć się dla nich (631-001 i 633-001) proces dopuszczenia do sieci PKP PLK i DB. Na przełomie 2015 i 2016 roku Linki dla DB były testowane na torze doświadczalnym koło Żmigrodu. Testowano wówczas napęd i hamulce. W maju 2016 trójczłonowy link ponownie był testowany na torze IK. 3 czerwca Urząd wydał dopuszczenie do eksploatacji dla spalinowego zespołu trakcyjnego Link przewoźnika Niederbarnimer Eisenbahn. To drugi pojazd spalinowy wyprodukowany poza Niemcami, który otrzymał homologację umożliwiającą eksploatację w tym kraju. Pomimo uzyskania dopuszczenia dla Linków dla NEB kontynuowane były prace nad uzyskaniem dopuszczenie dla 2-członowego linka dla DB, w ramach której w drugiej połowie odbywały się testy na torze doświadczalny koło Żmigrodu oraz w komorze klimatycznej w Minden. Jesienią 2016 Pesa podpisała również umowę z DB Systemtechnik odnośnie do współpracy w procesie homologacji.
W czerwcu 2017 testy prowadzone przez TÜV SÜD Rail odbywały się w okolicach Innsbrucka, Salzburga oraz Wiednia. Testowano m.in. jazdę jednostki dwuczłonowej w trakcji podwójnej z jednostką trójczłonową, stabilność pojazdów przy dużych prędkościach oraz zachowanie pojazdów na łukach o małych promieniach. Testy zakończyły się wynikiem pozytywnym.
30 maja 2018 niemiecki urząd kolejowy wydał dopuszczenie do ruchu dla dwuczłonowych Linków dla DB. W czerwcu pociągi po raz pierwszy zaprezentowano w Dortmundzie, a 11 lipca odbyły się pierwsze przejazdy z pasażerami na trasie z Dortmundu do Lüdenscheid i z powrotem. 30 lipca wydane zostało dopuszczenia dla pojazdów trójczłonowych.
W sierpniu na torze koło Żmigrodu odbywały się testy 2-członowych linków w trakcji poczwórnej.
W kwietniu 2020 3-członowy link w wersji dla regionu Allgäu otrzymał dopuszczenie.

### Następca
26 lutego 2021 Pesa podpisała z przewoźnikiem České dráhy umowę ramową na dostawę 160 spalinowych zespołów trakcyjnych, jednakże umowa nie dotyczyła już Linków, tylko pojazdów bazujących na Linkach.

## Konstrukcja

### Charakterystyka ogólna

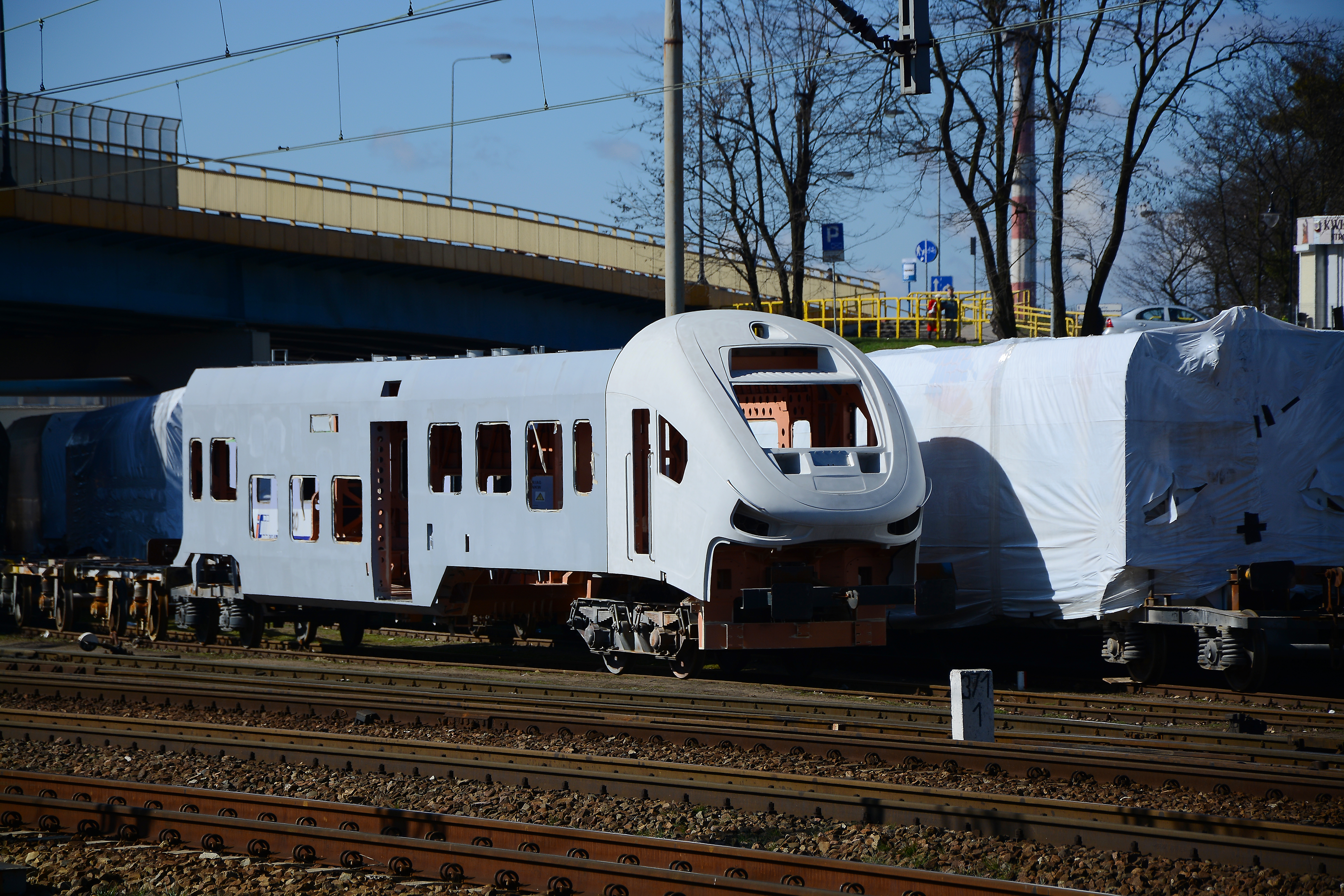
Szkielet jednego członu Linka

W ramach rodziny Link zaprojektowano wagon spalinowy Link I i dwu- oraz trójczłonowe spalinowe zespoły trakcyjne (odpowiednio Link II i Link III). Później w ofercie pojawiły się także zespoły czteroczłonowe.
| Liczba członów                                          | Typ  | Układ osi  | Liczba i moc silników | Długość całkowita | Liczba miejsc siedzących | Liczba miejsc ogółem |
| ------------------------------------------------------- | ---- | ---------- | --------------------- | ----------------- | ------------------------ | -------------------- |
| 1                                                       |      | B'2'       | 1×565 kW              | 28,65 m (28,05 m) | 70–80                    | 150                  |
| 2                                                       | 223M | B'2'B'     | 2×390 kW              | 43,73 m (43,75 m) | 100–150                  | 250                  |
| 3                                                       |      | B'2'2'B'   | 2×565 kW              | 57,13 m (60,77 m) | 150–190                  | 350                  |
| 4                                                       |      | B'2'2'2'B' | 2×565 kW              | 70,53 m           |                          | 450                  |
| źródło:, w nawiasach podano dane według drugiego źródła |      |            |                       |                   |                          |                      |

#### Wejścia i przestrzeń pasażerska

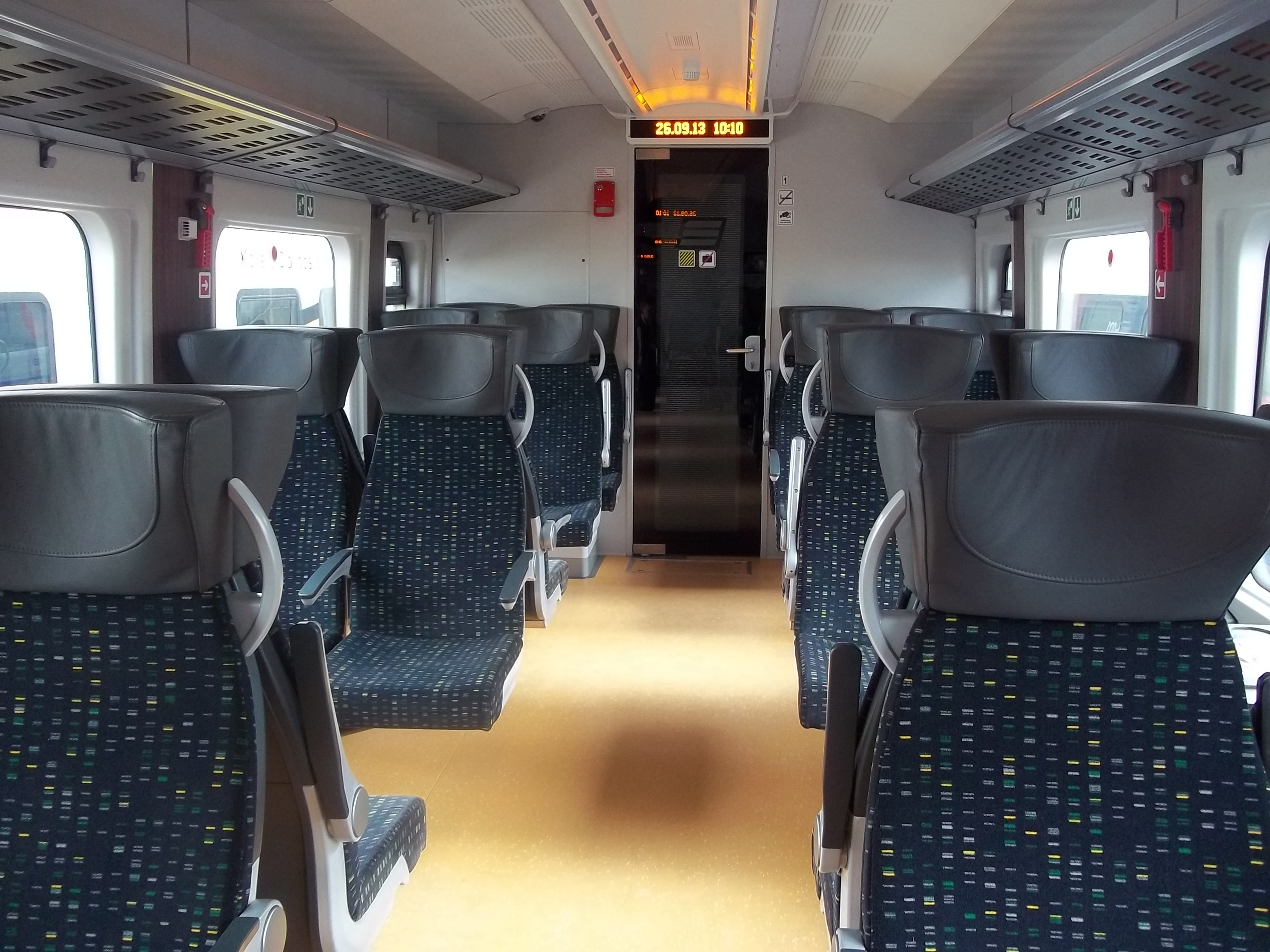
Wnętrze

Pojazdy są częściowo niskopodłogowe i mają wejścia (szerokości 1300 mm) na wysokości 600 mm nad poziomem główki szyny (możliwa jest także wersja 760 mm). Dodatkowy schodek umożliwia wsiadanie z peronów wysokości od 230 mm nad PGS. Dostęp z tej wysokości jest także możliwy dla osób na wózkach inwalidzkich poprzez przenośną rampę. W części niskopodłogowej znajduje się przestrzeń dla podróżujących na wózkach inwalidzkich i przystosowana dla nich toaleta oraz miejsce do przewożenia wózków dziecięcych oraz rowerów. Poziom hałasu jest zgodny z Techniczną Specyfikacją Interoperacyjności (TSI) Hałas.

#### Napęd i zawieszenie

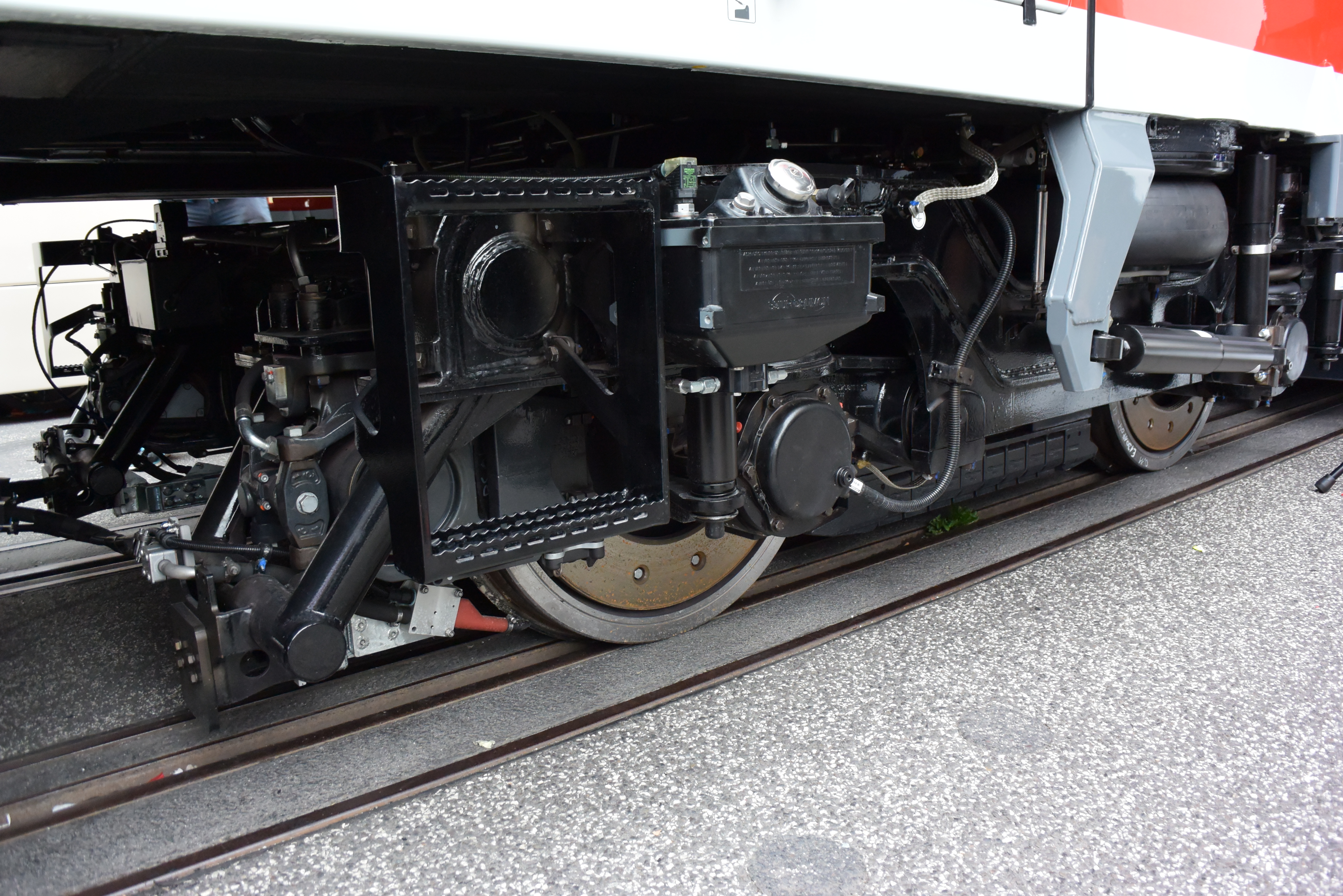
Wózek napędowy

Dwuczłonowe Linki są napędzane przez dwa silniki spalinowe o mocy 390 kW każdy. Silniki są produkowane przez MTU i spełniają normę emisji spalin Euro III B. Dla jednostek napędowych MTU przewidziana jest przekładnia ZF. Producent przewiduje także możliwość zamontowania silników firmy MAN z przekładnią firmy Voith. W dwuczłonie zbiorniki paliwa mieszczą 2 × 780 l (wersja dla Kolei Wielkopolskich).
Pojazdy w wersji podstawowej przeznaczone są do jazdy z prędkością do 120 km/h, ale istnieje możliwość przystosowania do prędkości 140 km/h albo 160 km/h.
Linki mogą pracować w trybie trakcji ukrotnionej (do trzech pojazdów), także ze starszymi modelami pojazdów spalinowych Pesy (np. 214Ma, 219M).
Pojazdy poruszają się na klasycznych wózkach napędowych typu 32MNb i tocznych w systemie Jakobsa typu 42ANb. Pierwszym stopniem usprężynowania wózków są sprężyny śrubowe z tłumikami hydraulicznymi, a drugim sprężyny pneumatyczne.

#### Bezpieczeństwo

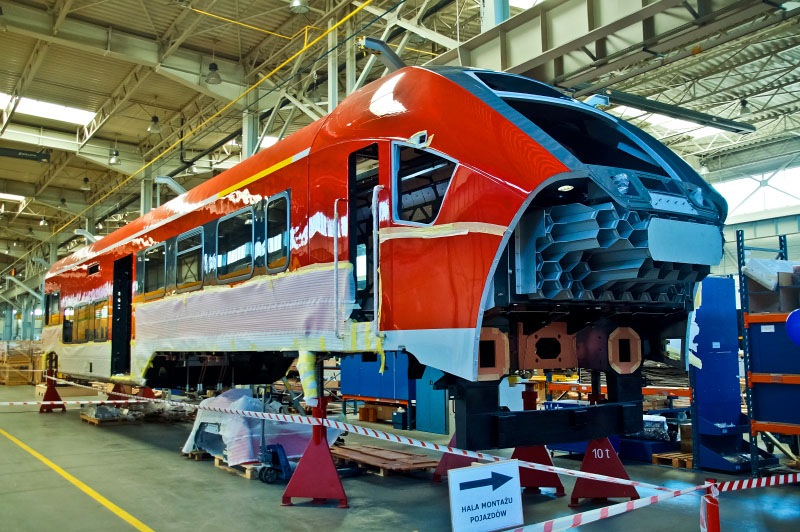
Link w produkcji, widoczny Honey Comb

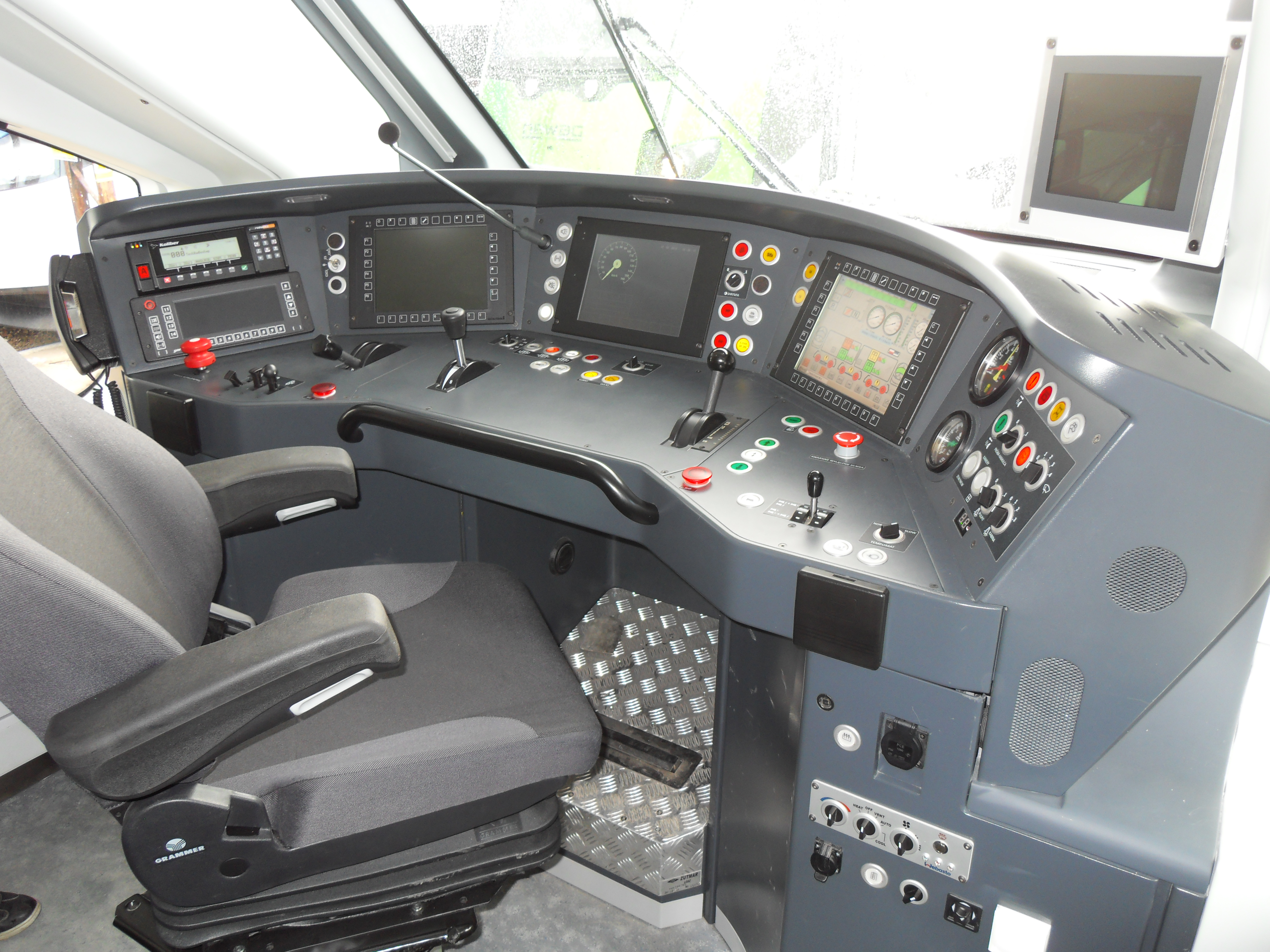
Kabina maszynisty

Konstrukcja Linka spełnia wymagania normy wytrzymałościowej EN-12663 (kat. P II) i normy dla zderzeń EN-15227 (kat. C-1), przewidującej cztery scenariusze zdarzeń. Wymagania pierwszej z tych norm Link spełnia z zapasem – konstrukcja ze stali wysokowytrzymałej ma zapewniać odporność na ściskanie osiowe 6000 kN (wymagane 1500 kN). Drugą z wymienionych norm Link spełnił jako pierwszy spalinowy zespół trakcyjny na świecie. Dla założeń normy EN-15227 zastosowano (podobnie jak w Elfie) klatkę kabiny maszynisty, przed nią absorbery energii z systemem antywspinającym i blok aluminium komorowego (Honey Comb), a pod spodem zgarniacz o wytrzymałości 300 kN. Szkielet Linka ma pozostać nieodkształcony w czasie kolizji według założeń scenariusza trzeciego przy prędkości zderzenia do 110 km/h. Dodatkowo materiały użyte do wyposażenia spełniają wymagania normy pożarowej EN-13501, a pojazd posiada sygnalizację pożarową.

#### Podzespoły
Ładowarki do baterii typu SMARTcharger do linków dla Oberpfalzbahn i České dráhy dostarczy niemiecka firma SMA Railway Technology. Systemy hamulcowe dla pojazdów tych przewoźników dostarcza Knorr-Bremse.

### Wersje
| Odbiorca | Liczba członów | Seria | Liczba miejsc | Liczba miejsc | Wyposażenie dodatkowe                                                                                   | Masa własna | Wysokość wejścia (nad główką szyny) | Liczba i moc silników | Typ silników     | Rodzaj przekładni | Maksymalna prędkość eksploatacyjna |                                   |
| Odbiorca | Liczba członów | Seria | 1 klasa       | 2 klasa       | Wyposażenie dodatkowe                                                                                   | Masa własna | Wysokość wejścia (nad główką szyny) | Liczba i moc silników | Typ silników     | Rodzaj przekładni | Maksymalna prędkość eksploatacyjna |                                   |
| --- | -------------- | ----- | ------------- | ------------- | --- | ----------- | ----------------------------------- | --------------------- | ---------------- | ----------------- | ---------------------------------- | --------------------------------- |
| České dráhy | 2              | 844   | 9             | 96+15         | klimatyzacja przestrzeni pasażerskiej · przewóz rowerów · Internet bezprzewodowy                        | 84,4 t      | 600/760 mm (różne źródła)           | 2 × 390 kW            | MTU 6H 1800 R85L | hydromechaniczna  | 120 km/h                           | [ 67 ] [ 68 ] [ 69 ] [ 70 ]       |
| Zachodniopomorskie                                                                                                | 2              | SA139 | –             | 103           | klimatyzacja przestrzeni pasażerskiej · przewóz rowerów · gniazdka elektryczne · Internet bezprzewodowy | 84,5 t      | 600 mm                              | 2 × 390 kW            | MTU 6H 1800 R84P |                   | 120 km/h                           | [ 71 ] [ 62 ] [ 3 ] [ 72 ] [ 73 ] |
| Lubuskie | 2              | SA139 | –             | 108+26        | klimatyzacja przestrzeni pasażerskiej · przewóz rowerów                                                 |             |                                     |                       |                  |                   | 120 km/h                           | [ 74 ] [ 75 ] [ 76 ]              |
| Koleje Wielkopolskie                                                                                              | 2              | SA139 | –             | 126           | | 89 t        |                                     | 2 × 390 kW            | MTU 6H 1800 R85L | ZF Ecolife        | 120 km/h                           | [ 60 ]                            |
| Regentalbahn | 2              |       | –             | 103+21        | klimatyzacja przestrzeni pasażerskiej · przewóz rowerów                                                 |             | 600 mm                              | 2 × 390 kW            | MTU 6H 1800 R85L |                   | 120 km/h                           | [ 1 ] [ 67 ] [ 77 ]               |
| Niederbarnimer Eisenbahn                                                                                          | 2              | BR632 | –             | 140           | klimatyzacja przestrzeni pasażerskiej · przewóz rowerów                                                 |             |                                     |                       | MTU              |                   | 140 km/h                           | [ 22 ]                            |
| Niederbarnimer Eisenbahn                                                                                          | 3              |       | –             | 200           | klimatyzacja przestrzeni pasażerskiej · przewóz rowerów                                                 |             |                                     |                       | MTU              |                   | 140 km/h                           | [ 22 ]                            |
| Deutsche Bahn Hessen                                                                                              | 2              | BR632 | 8             | 102           | klimatyzacja przestrzeni pasażerskiej · przewóz rowerów                                                 |             | 600 mm                              | 2 × 390 kW            |                  |                   | 140 km/h                           | [ 78 ]                            |
| Deutsche Bahn Hessen                                                                                              | 3              | BR633 | 12            | 148           | klimatyzacja przestrzeni pasażerskiej · przewóz rowerów                                                 |             | 600 mm                              | 2 × 565 kW            |                  |                   | 140 km/h                           | [ 78 ]                            |
| Przewozy Regionalne                                                                                               | 2              | SA139 |               | 130           | klimatyzacja przestrzeni pasażerskiej · przewóz rowerów                                                 |             |                                     |                       |                  |                   |                                    | [ 79 ]                            |
| – klimatyzacja części pasażerskiej – stojaki na rowery – gniazdka elektryczne – bezprzewodowy dostęp do internetu |                |       |               |               | |             |                                     |                       |                  |                   |                                    |                                   |

#### seria 844 České dráhy
Czeskie linki są wyposażone w klimatyzację, toalety w systemie zamkniętym, kamery monitoringu, system informacji pasażerskiej i mają wydzielone przestrzenie na większy bagaż, wózki i rowery. W tej wersji zastosowano zestawy kołowe czeskiego producenta Bonatrans.

#### Zachodniopomorskie
Dwa pojazdy zamówione przez województwo zachodniopomorskie są dwuczłonowe i mogą mieścić co najmniej 100 pasażerów na miejscach siedzących (w układzie 2+2) i 140 na stojących. Do wyposażenia dodatkowego ma należeć m.in. punkt dostępu wi-fi do internetu. Zespoły miały uzyskać do sierpnia 2014 roku dopuszczenie do jazdy po torach w Niemczech.

#### Deutsche Bahn
Pojazdy dla tego przewoźnika mają od dwóch do trzech członów i rozwijają prędkości do 120 km/h (zadanie pierwsze umowy), bądź do 140 km/h (zadanie drugie umowy). Linki do obsługi połączeń w regionie Sauerland rozwijają prędkość 140 km/h i każdy z nich posiada 2 miejsca dla niepełnosprawnych, 36 miejsc dla rowerów, biletomaty oraz gniazdka elektryczne dla pasażerów. Dla Hesji zamówiono 2 i 3-członowe pojazdy rozwijające prędkość 140 km/h.
Wersje dla tego niemieckiego przewoźnika są napędzane silnikami MTU. Na mocy umowy ramowej maksymalnie 940 jednostek napędowych tej marki miało być dostarczonych do bydgoskich fabryk do 2021. Dla jednostek jedno- i trójczłonowych przeznaczono silniki 12V 1600 R70 mocy 565 kW, a dla zespołów dwuczłonowych wersji 6H 1800 R85L mocy 390 kW.

#### Niederbarnimer Eisenbahn
Dla Niederbarnimer Eisenbahn Pesa przygotowała wersje dwu i trzyczłonową; w przestrzeni pasażerskiej, oprócz miejsc siedzących i dla niepełnosprawnych, są przystosowane do przewożenia odpowiednio 12 lub 24 rowerów.

## Eksploatacja
| Państwo                  | Przewoźnik               | Liczba według liczby członów | Liczba według liczby członów | Liczba według liczby członów | Oznaczenie według liczby członów | Oznaczenie według liczby członów | Oznaczenie według liczby członów | Lata dostaw       | Liczba sztuk w danym kraju |
| Państwo                  | Przewoźnik               | 1                            | 2                            | 3                            | 1                                | 2                                | 3                                | Lata dostaw       | Liczba sztuk w danym kraju |
| ------------------------ | ------------------------ | ---------------------------- | ---------------------------- | ---------------------------- | -------------------------------- | -------------------------------- | -------------------------------- | ----------------- | -------------------------- |
| Czechy                   | České dráhy              |                              | 30 (31)                      |                              |                                  | 844                              |                                  | 2012–2014         | 31                         |
| Ghana                    | Ghana Railway Company    |                              | 1                            |                              |                                  | brak                             |                                  | 2024              | 1                          |
| Niemcy                   | Deutsche Bahn            | 0                            | 23                           | 49                           | 631                              | 632                              | 633                              | 2018–2020         | 83                         |
| Niemcy                   | Regentalbahn             |                              | 12                           |                              |                                  | 600                              |                                  | od 2014 anulowano | 83                         |
| Niemcy                   | Niederbarnimer Eisenbahn |                              | 11                           |                              |                                  | 632 SA139                        |                                  | 2016–2018         | 83                         |
| Polska                   | Polregio Oddział Lubuski |                              | 6                            |                              |                                  | SA139                            |                                  | 2013–2019         | 21                         |
| Polska                   | Koleje Wielkopolskie     |                              | 3 (4)                        |                              | 2015 2022                        | SA139                            |                                  |                   | 21                         |
| Polska                   | Koleje Dolnośląskie      |                              | 4                            |                              | 2015                             | SA139                            |                                  |                   | 21                         |
| Polska                   | Polregio                 |                              | 9                            |                              | 2017–2018 2021                   | SA139                            |                                  |                   | 21                         |
| Łączna liczba sztuk: 136 |                          |                              |                              |                              |                                  |                                  |                                  |                   |                            |

### České dráhy

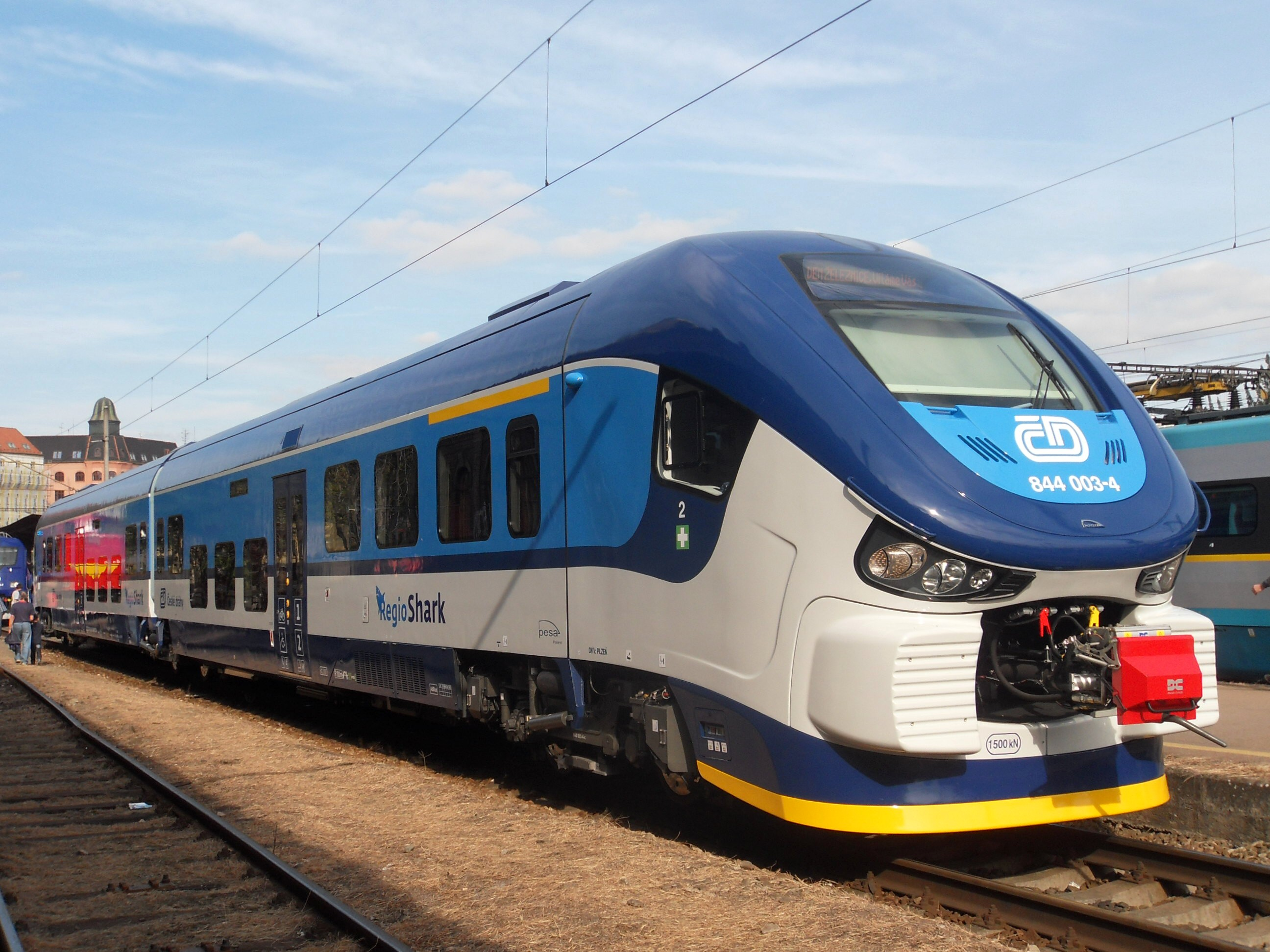
Prezentacja Linka na Dworcu Głównym w Brnie

17 marca 2011 podpisano umowę na dostarczenie 31 sztuk pojazdów szynowych Pesa Link dla przewoźnika České dráhy. Pojazdy przeznaczono do obsługi tras regionalnych w krajach: karlowarskim, pilzneńskim, usteckim i zlińskim. Linki zastąpiły stare pojazdy serii 810, 842 i 854 oraz część składów lokomotyw z wagonami.
Prototyp 844-001 przyjechał 10 maja 2012 na miesięczne testy na torze w czeskim Velimiu. Po publikacji pierwszych zdjęć pojazd otrzymał wśród miłośników kolei przydomek rekin, co skłoniło zarząd ČD do nadania czeskim Linkom oficjalnej nazwy RegioShark. Nazwa nawiązuje do przydomków czeskich elektrycznych zespołów trakcyjnych CityElefant i RegioPanter.
10 września 2012 pierwsze dwie jednostki (001 i 002) dotarły do lokomotywowni Česká Třebová. Jednostkę 844-003 dostarczono w to samo miejsce 14 września. Uroczysta inauguracja jazd z pasażerami odbyła się 21 września 2012 na trasie Pilzno – Domažlice. 16 stycznia 2014 dostarczono ostatnią jednostkę.
4 sierpnia 2021 jednostka 844 006 uległa zniszczeniu w katastrofie kolejowej w Milavčach. Ze względu na skalę zniszczeń nie zdecydowano się na naprawę jednostki, a jedynie na przeznaczeniu jej na części zamienne.

### Ghana Railways Company
We wrześniu 2022 podpisano umowę z ghańskim przewoźnikiem na dostawę dwóch spalinowych zespołów trakcyjnych dwóch różnych typów z opcją na dziesięć kolejnych z których jeden miał być oparty na platformie Regio160, a pozostałe, w tym również te z prawa opcji, na Linku.
W nocy z 26 na 27 września 2024 roku jednostkę 002 przetransportowano na lawetach do portu w Hamburgu, skąd wyruszyła drogą morską do odbiorcy. W listopadzie obie jednostki dostarczone przez Pesę uczestniczyły w uroczystym otwarciu linii kolejowej Tema – Mpakadan, wchodząc tym samym oficjalnie do eksploatacji liniowej.

### Deutsche Bahn

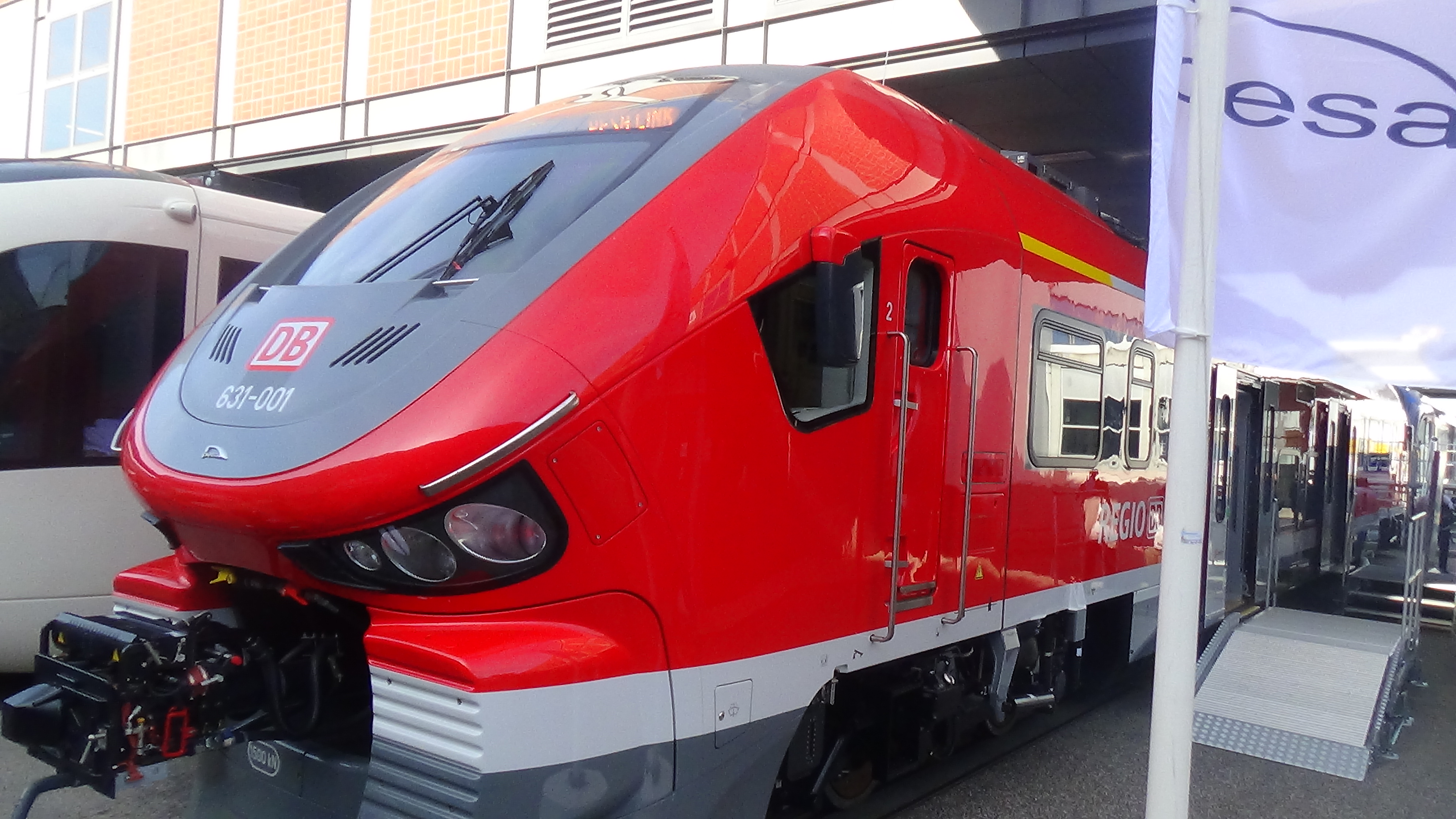
Premiera Linka I dla DB

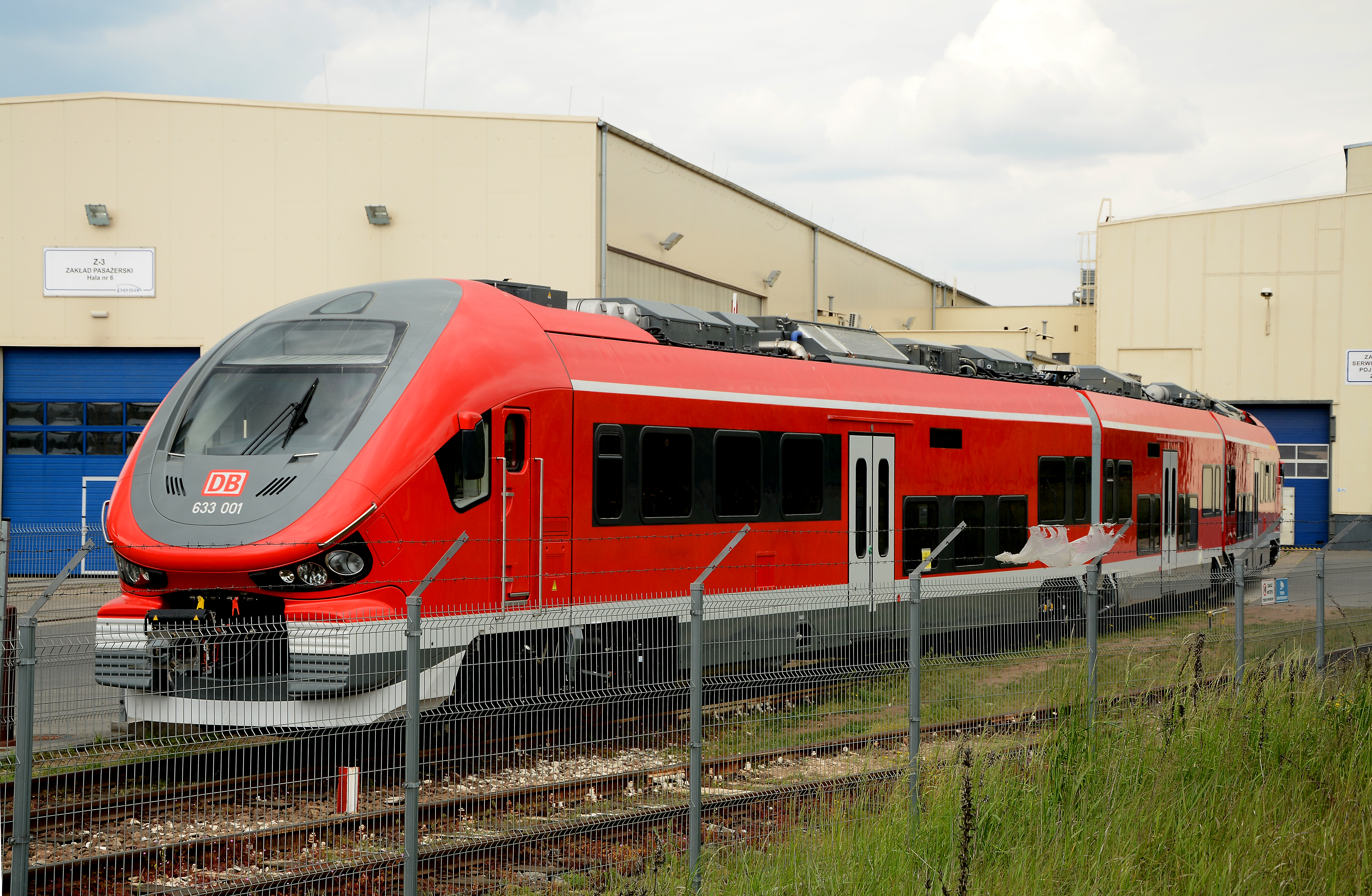
Trójczłonowy Link dla DB

19 września 2012 zawarto ramową umowę na dostawy Linków dla Deutsche Bahn. Na jej mocy przewoźnik mógł zamówić do 2018 roku do 470 pojazdów i zlecić producentowi ich utrzymanie przez maksymalnie 10 lat. Pesa miała do trzech lat na dostarczenie pojazdu od momentu złożenia konkretnego zamówienia. Do października 2015 miały zostać dostarczone dwie pierwsze sztuki (jedno- i trójczłonowy) wraz ze świadectwami dopuszczenia na niemiecką sieć kolejową. W lipcu 2013 pojazdy te były już w trakcie produkcji. W czasie InnoTrans 2014 zaprezentowany został jednoczłonowy link w malowaniu DB. W październiku zakończyła się także budowa prototypowego trójczłonu.
22 listopada 2013 podpisano umowę na 36 Linków w związku z wygranym przez DB przetargiem na obsługę połączeń w regionie Sauerland. Niemiecki przewoźnik zamówił 20 dwuczłonowych i 16 trójczłonowych pojazdów o prędkości maksymalnej 120–140 km/h, których eksploatacja miała rozpocząć się pod koniec 2016 roku (jednakże termin ten później został przesunięty na koniec 2017 roku). 12 marca 2014 podpisano umowę na dostawę kolejnych 9 Linków (2 dwuczłonowych i 7 trójczłonowych) do obsługi połączeń w Hesji. Od 30 grudnia 2016 miały kursować na trasie Dreieichbahn (nr 61) łącząc Frankfurt nad Menem z Dieburgiem. 24 września 2014, w czasie targów InnoTrans w Berlinie podpisano umowę na dostawę 26 trójczłonowych Linków do obsługi połączeń w Bawarii. Linki miały w tym landzie obsługiwać dokładnie region Allgäu od grudnia 2017.
Pod koniec lipca 2018 dostarczonych było 6 linków dla DB, a w połowie sierpnia 10, z których cześć obsługiwała pasażerów w regionie Dortmundu w ramach eksploatacji testowej. Pod koniec września dostarczonych było 16 pojazdów. Pod koniec października zamówienie rozszerzono o jeden dodatkowy egzemplarz 2-członowy dla regionu Allgäu. Na początku listopada 2018, w związku z 75 rocznicą bazy DB w Dortmundzie odbyła się oficjalna prezentacja Linków przez Deutsche Bahn. W tym czasie 20 jednostek kursowało na liniach Emschertal-, Volmetal-, Ardey- i HönnetalBahn. Do końca 2018 roku dostarczono 21 jednostek 2-członowych i 4 jednostki 3-członowe. 31 stycznia 2019 odbyła się prezentacja linków we Frankfurcie. W lutym zakończono negocjacje odnośnie do wysokości kar za opóźnienia w dostawach. W kwietniu 2019 w ruchu były 42 jednostki (36 w Dortmundzie i 6 we Frankfurcie). 24 kwietnia 2020 rozpoczęto dostawy 3-członowych linków dla regionu Allgäu, który zamówił 26 takich pojazdów. W pierwszych tygodniach eksploatacji pojawiły się liczne problemy techniczne, które doprowadzały do opóźnień. W wyniku tego jednostki spalinowe Baureihe 644 pozostawały na liniach co najmniej do sierpnia. W jednostkach występowały awarie z oprogramowaniem związanym ze sterowaniem napędem, które doprowadzały do zatrzymania na trasie. Przewoźnik ogłosił w lipcu 2019 roku, że utrzymująca się niska dostępność pojazdów Pesy spowodowała spadek liczby pasażerów w regionie Sauerland. Oprócz kar umownych Lokalne Stowarzyszenie Transportowe Westfalia-Lippe domaga się odszkodowania dla pasażerów. W latach 2016–2018 stowarzyszenie odnotowało spadek rocznej liczby pasażerów z 3,4 mln do 3 mln oraz stagnację przychodów. Ponadto informowało o niezadowalającym wskaźniku punktualności i wyjątkowo niskich wskaźnikach bezawaryjności.
29 września 2020 roku z Bydgoszczy wyjechały ostatnie wyprodukowane Linki dla Deutsche Bahn. Ogółem Pesa dostarczyła 72 pojazdy typu Link, z czego 23 są w wersji dwuczłonowej oznaczone u operatora jak BR632. Natomiast w wersji trójczłonowej jest ich 49 i posiadają oznaczenie BR633.

### Niederbarnimer Eisenbahn

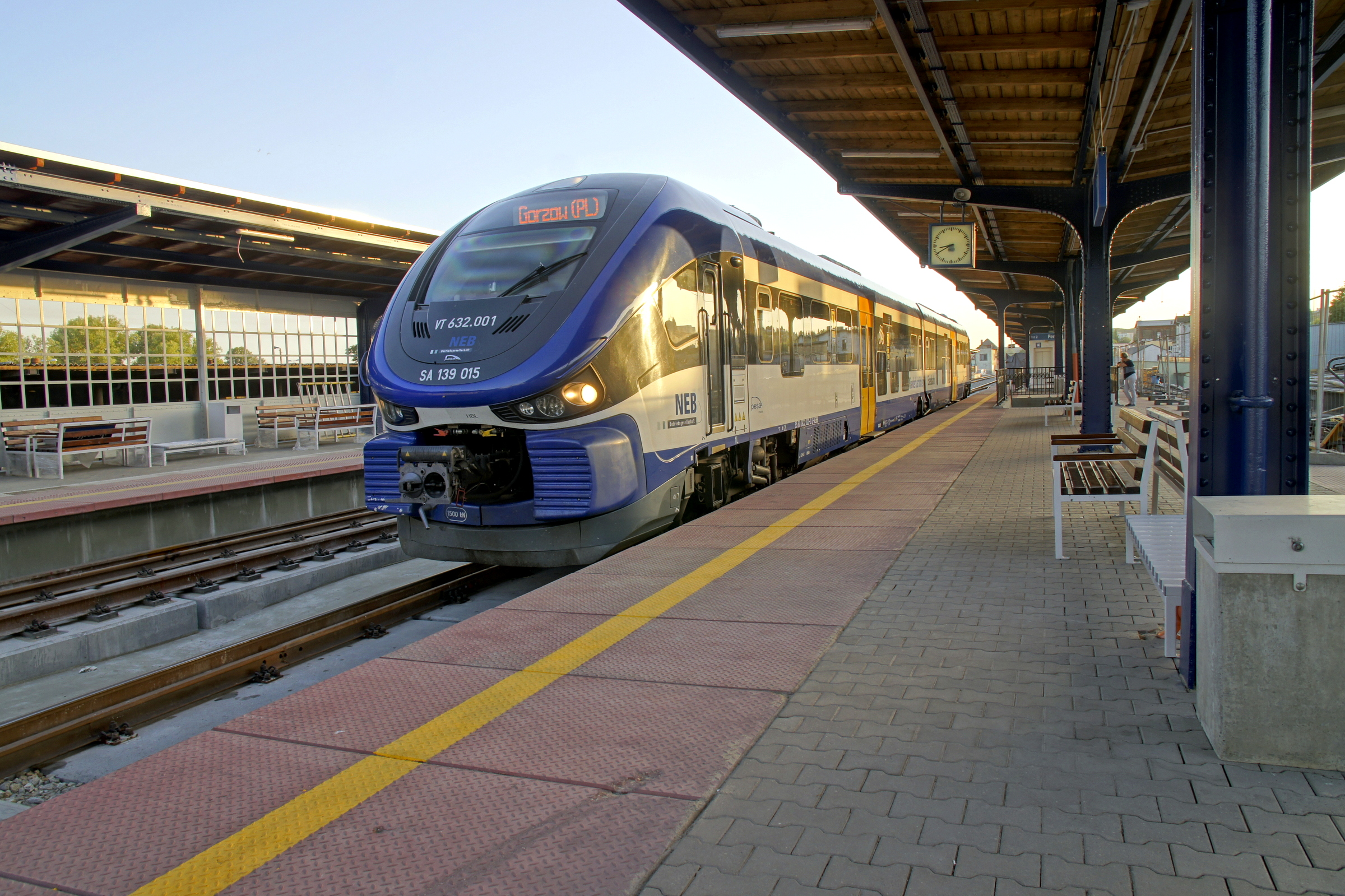
Pojazd przewoźnika Niederbarnimer Eisenbahn na stacji w Gorzowie Wlkp.(2019)

24 września 2013 zawarto umowę na dostawę 7 dwuczłonowych i 2 trójczłonowych linków dla Niederbarnimer Eisenbahn do obsługi połączeń na trasie z Berlina do Templina i Kostrzyna nad Odrą. Pojazdy miały być dostarczone do grudnia 2015. 19 sierpnia 2015 pojazdy w trakcji wielokrotnej osiągnęły prędkość 120 km/h. W połowie kwietnia wszystkie 9 pojazdów było gotowe, badania homologacyjne były zakończone i trwało oczekiwanie na wydanie homologacji przez Eisenbahn-Bundesamt, co nastąpiło 3 czerwca. W lutym 2016 roku dwa pierwsze Linki służyły do szkoleń maszynistów i personelu serwisowego na terenie bazy przewoźnika w Basdorf koło Berlina, a 19 maja zostały wstępnie odebrane przez NEB. 16 czerwca w Berlinie odbyło się uroczyste przekazanie Linka niemieckiemu przewoźnikowi. Skład wyruszył w pierwszy promocyjny kurs do Poczdamu. Wówczas w Niemczech znajdowało się 5 z 7 zamówionych pojazdów 2-członowych. Z powodu braku określenia przewidywanej daty otrzymania dopuszczenia w Niemczech na trójczłonowe linki, przewoźnik zmienił dalsze zamówienie na cztery dodatkowe dwuczłonowe Linki, które zostały dostarczone w 2018 roku.
W lipcu 2016 pojazdy obsługiwały połączenia z Basdorf do Berlina, Münchberga, Kostrzyna, Küstrin-Kietz, Lichtenberga, Rheinberga i Löwensberga. W połowie tego miesiąca zespoły skierowano na trasę do Kostrzyna, gdzie dowoziły uczestników Przystanku Woodstock. 11 grudnia 2016, wraz z wejściem nowego rozkładu jazdy, linki rozpoczęły obsługę trasy Berlin-Lichtenberg – Gorzów Wielkopolski. Połączenie jest współfinansowane przez stronę polską.
Pod koniec kwietnia okazało się, że przewoźnik odmówił odebrania czterech pojazdów z powodu problemów z oprogramowaniem. Dyrektor zarządzający Detlef Bröcker skrytykował stosunek producenta do tej kwestii i groził podjęciem kroków prawnych. Przewoźnik zrezygnował z dalszych zamówień pojazdów w Bydgoszczy.

### Regentalbahn

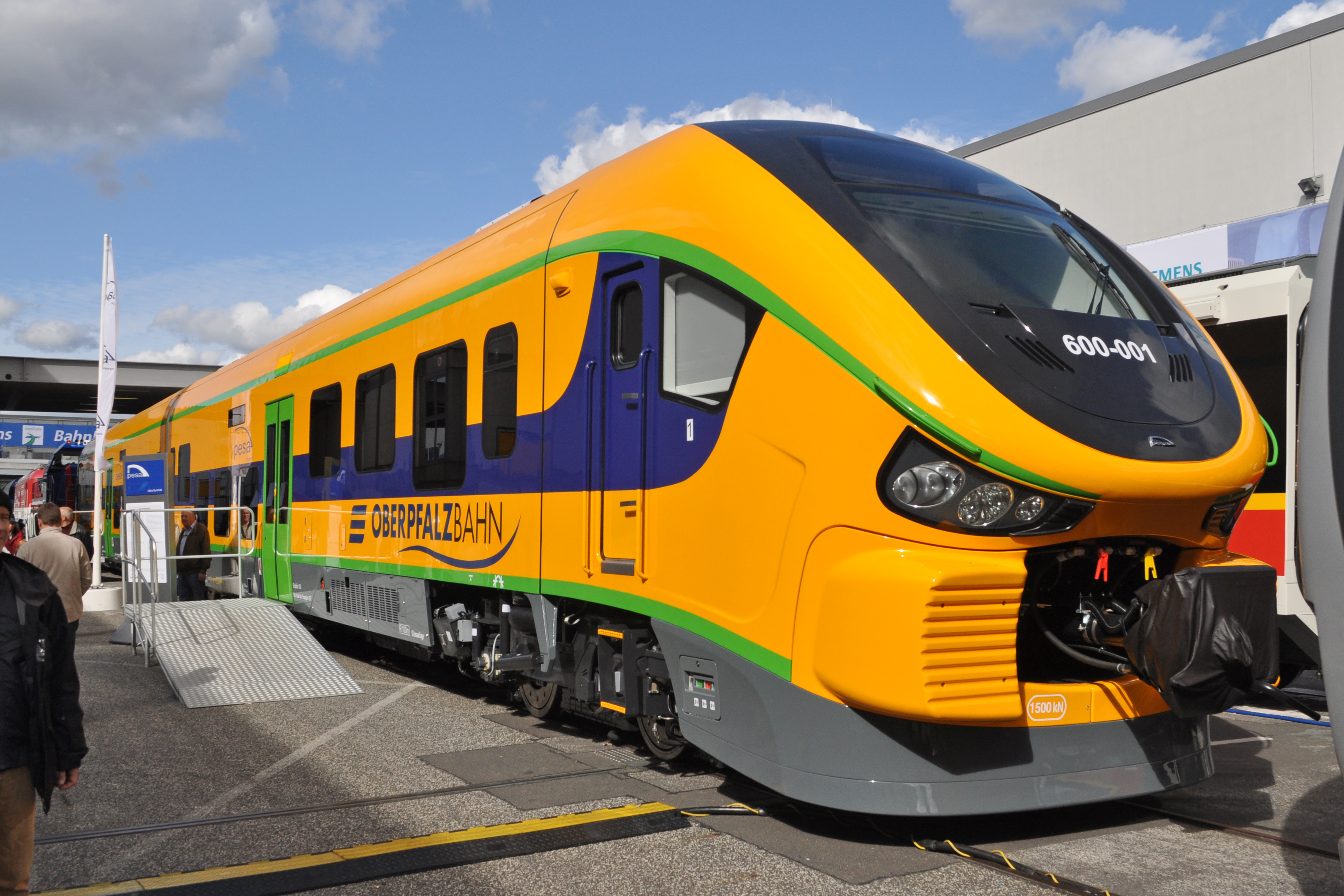
Link w malowaniu Oberpfalzbahn na InnoTrans 2012

20 grudnia 2011 niemiecki przewoźnik Regentalbahn (z grupy Netinera) zamówił 12 sztuk dwuczłonowych pojazdów Link. Dostawa pierwszego pojazdu miała nastąpić 9 czerwca 2014. Od grudnia 2014 linki miały obsługiwać połączenie Ratyzbona – Marktredwitz – Schirnding.
Producentowi nie udało się dostarczyć w terminie zamówionych pojazdów z powodu braku wymaganego dopuszczenia do ruchu kolejowego w Niemczech. 14 grudnia 2014 Oberpfalzbahn rozpoczął obsługę nowych w swojej ofercie połączeń (dla których zamówił Linki) taborem zastępczym Siemens Desiro i Stadler Regio-Shuttle. Ostatecznie przewoźnik anulował zamówienie w Pesie i 25 lutego 2015 ogłosił, że aby uniknąć dalszych opóźnień we wprowadzaniu fabrycznie nowego taboru na tory, zamówił pojazdy Alstom Coradia Lint 41, które miały zostać dostarczone między marcem i czerwcem 2016.

### Polregio Oddział Lubuski

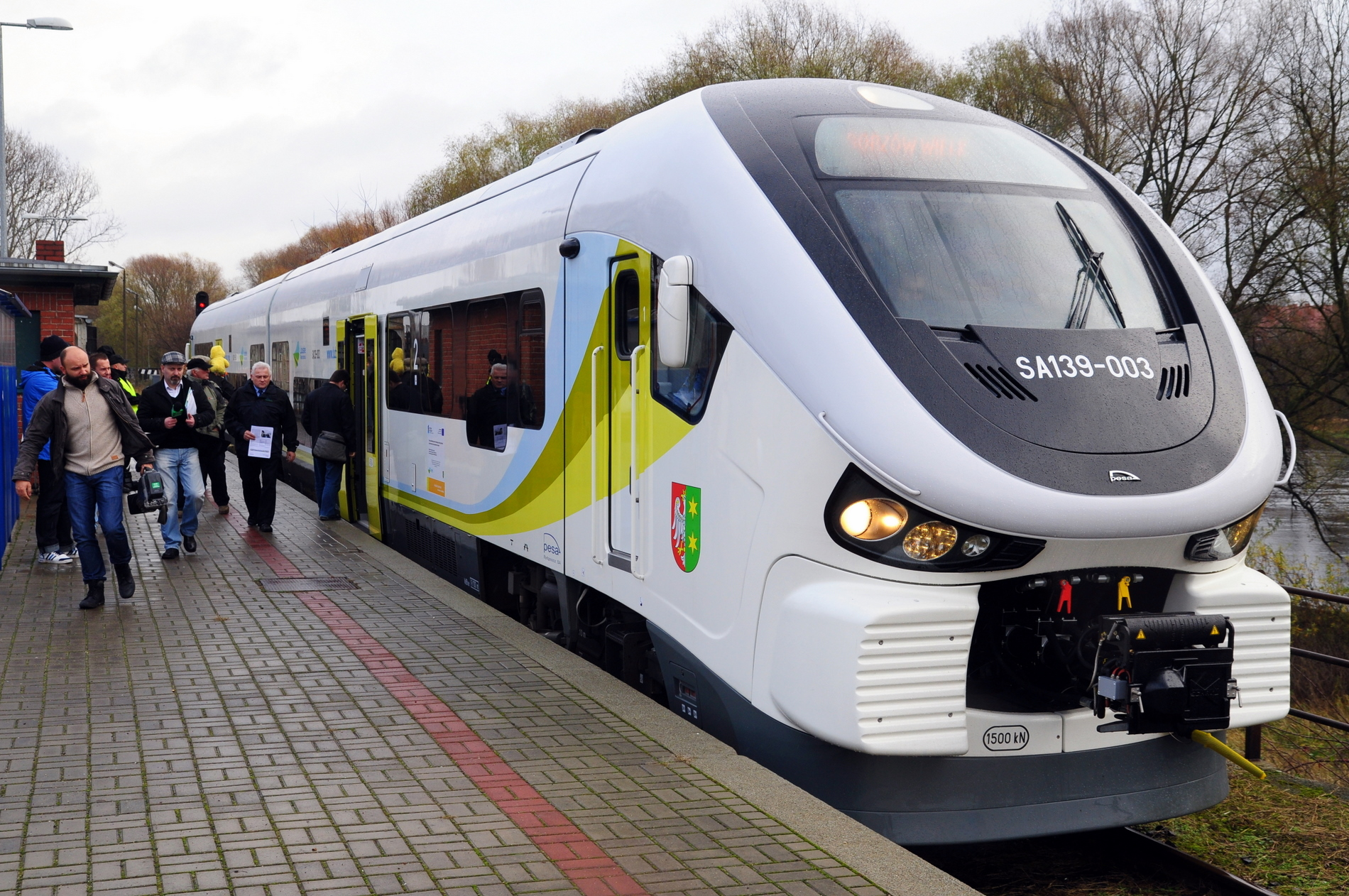
SA139-003 podczas debiutanckiego kursu

15 marca 2013 w Zielonej Górze podpisano umowę na dostawę czterech 2-członowych linków dla województwa lubuskiego do 13 grudnia 2013. Umowa ta zakładała uzyskanie homologacji dla Linków na niemiecką sieć kolejową do grudnia 2015.
Pierwszy pojazd dotarł 31 października, a 24 listopada miał miejsce inauguracyjny przejazd na trasie Zielona Góra – Gorzów Wielkopolski, będący jednocześnie inauguracją bezpośredniego połączenia kolejowego obu stolic województwa. 2 z zamówionych Linków miały obsługiwać to połączenie, a 2 pozostałe dwa pojazdy relację Kostrzyn – Krzyż (do czasu uzyskania homologacji na terenie Niemiec). Po tym okresie jeden z pojazdów miał trafić na trasę Krzyż – Gorzów Wielkopolski – Kostrzyn – Berlin, drugi zaś na trasę Zielona Góra – Frankfurt nad Odrą.
Pod koniec listopada 2015 Pesa poinformowała lubuski UM, że dopuszczenia jednostek SA139 do ruchu po niemieckiej sieci kolejowej jest niemożliwe w terminie do końca 2015 roku. W związku z tym nie było możliwe uruchomienie bezpośrednich połączeń Gorzów Wielkopolski – Berlin, które miały wystartować 13 grudnia 2015, a województwo lubuskie rozpoczęło naliczanie kar umownych, których naliczono łącznie 19 mln złotych. Ze względu na odmowę zapłacenia kar sprawa trafiła do sądu. 2 października 2017 w ramach ugody sądowej postanowiono, że województwo otrzyma 2 dodatkowe pojazdy w wersji dopuszczonej do kursowania po niemieckiej sieci kolejowej. Jednostki były gotowe pod koniec września 2019, a pierwsza z nich została przekazana zamawiającemu na początku października.

### Polregio Oddział Zachodniopomorski

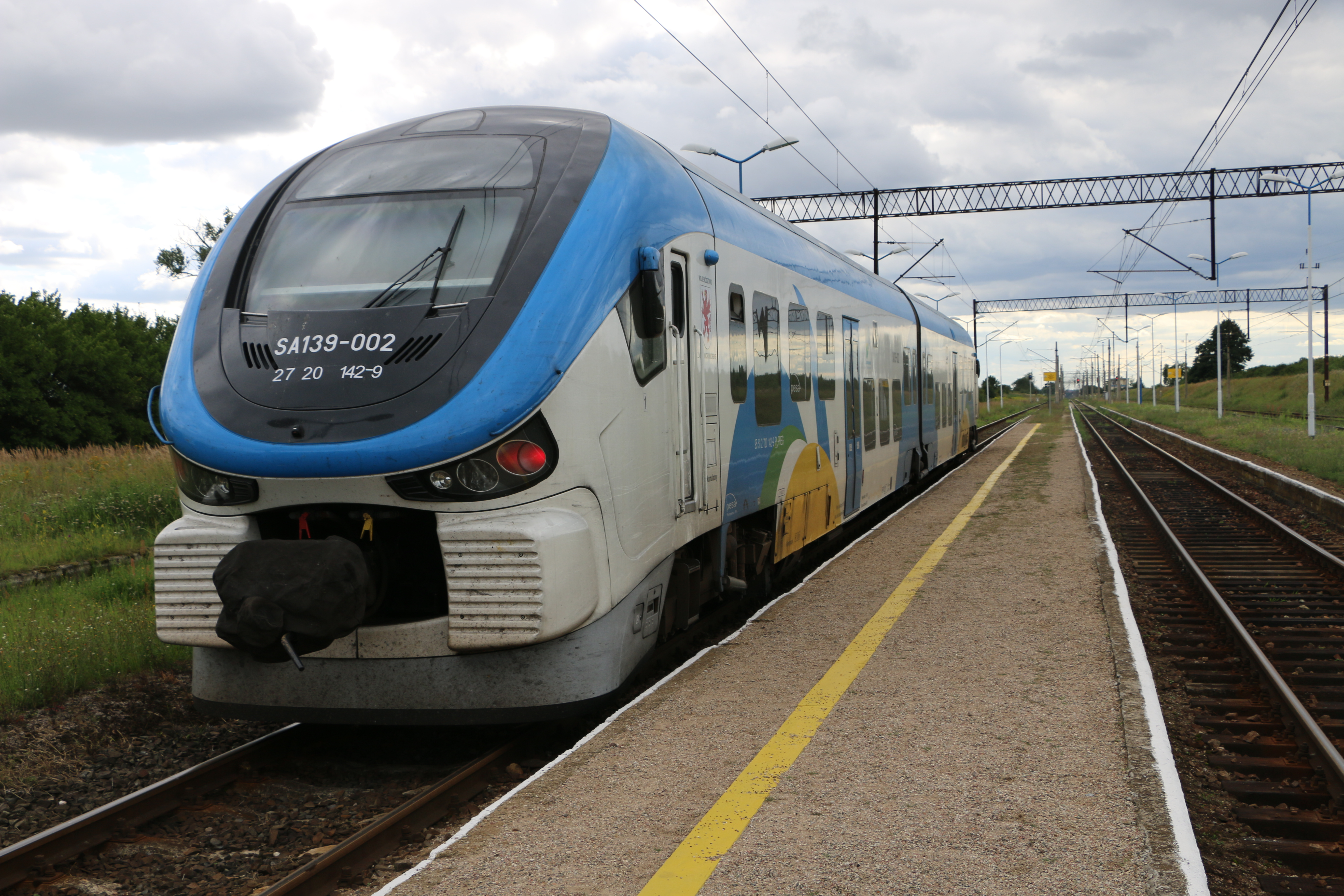
SA139-002 w Ulikowie

2 lipca 2012 podpisano umowę na dostawę 2 dwuczłonowych Linków dla województwa zachodniopomorskiego. Umowa ta zakładała uzyskanie homologacji dla Linków na niemiecką sieć kolejową do 31 sierpnia 2014.
Pierwszy pojazd miał zostać dostarczony do 5 grudnia 2012 i dokładnie w tym dniu przeprowadzono jego odbiór techniczny. Dzień później najpierw oficjalnie go zaprezentowano na stacji Szczecin Główny, a potem rozpoczął obsługę liniową relacji Szczecin – Kołobrzeg. Drugi z zamówionych Linków miał dotrzeć do zachodniopomorskiego do 5 grudnia 2013. Dostarczono go jednak wcześniej i już 8 sierpnia odbyły się podobne uroczystości jak poprzednio, również zakończone przejazdem do Kołobrzegu, ale tym razem obu linków w trakcji podwójnej.
31 sierpnia 2014 minął termin do którego producent miał uzyskać homologacją dla jednostek na niemiecką sieć kolejową, jednakże mu się to nie udało. W związku z czym Pesa zapłaciła stosowną karę pieniężną.
12 sierpnia 2021 roku oba pojazdy zostały wystawione na sprzedaż przez urząd marszałkowski województwa zachodniopomorskiego razem z SA109-001. Oba Linki razem z Regiovanem zostały nabyte przez Polregio.

### Koleje Wielkopolskie

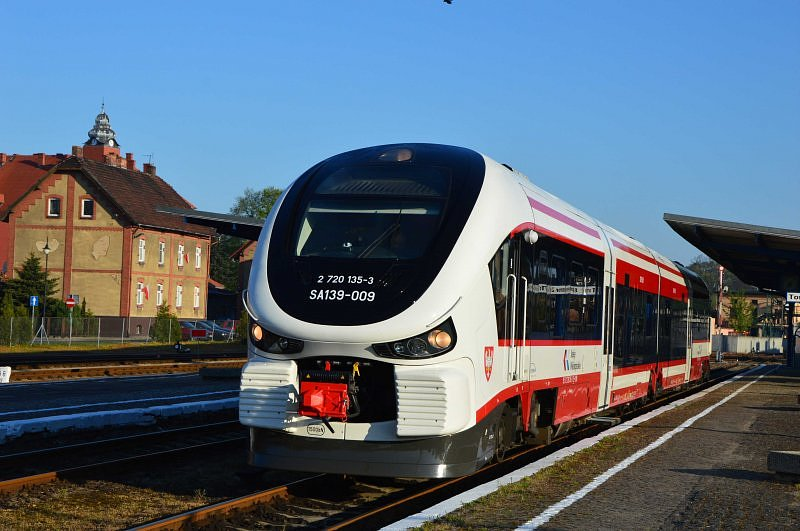
SA139-009 w Wolsztynie

W grudniu 2014 Koleje Wielkopolskie ogłosiły przetarg na dostarczenie i dzierżawę 4 dwuczłonowych spalinowych zespołów trakcyjnych, przeznaczonych do obsługi trasy Poznań Główny – Gołańcz. W warunkach przetargu znalazł się zapis o konieczności dopuszczenia na sieci Deutsche Bahn. Przetarg wygrała spółka Pesa Rental z ofertą 4 dwuczłonowych Linków. Zgodnie z umową Linki miały jeździć w barwach KW od 18 do 24 miesięcy z możliwością późniejszego wykupienia składów przez Koleje Wielkopolskie. 9 lutego umowa na realizację tego zamówienia została podpisana. W pierwszej połowie marca 2015 Pesa dostarczył samorządowemu przewoźnikowi pierwsze 3 pojazdy, a 31 marca rozpoczęły one służbę. 26 sierpnia do floty przewoźnika dołączył ostatni zamówiony pojazd serii – SA139-010. Przewoźnik otrzymał jednostki pierwotnie wykonane dla Regentalbahn.
Pod koniec okresu dzierżawy województwo zdecydowało, że nie będzie wykupywać pojazdów, a zamiast tego ogłosiło przetarg na 4-miesięczną dzierżawę 3 jednostek spalinowych, który wygrała spółka Pesa Rental oferując dzierżawę Linków. Umowę podpisano 15 marca 2017.
13 października 2017 UM województwa wielkopolskiego podpisał z Pesą umowę na dostawę 2 sztuk dwuczłonowych spalinowych zespołów trakcyjnych wyprodukowanych po 1 stycznia 2015. W drugiej połowie grudnia obie zamówione jednostki były już na stanie KW i były to te same jednostki, które przewoźnik użytkował już wcześniej.
4 sierpnia 2021 roku urząd marszałkowski województwa wielkopolskiego ogłosił przetarg na zakup używanego spalinowego zespołu trakcyjnego w wyniku którego zgłosiła się Pesa oferując używanego SA139-008, który wcześniej był eksploatowany na wielkopolskich torach. W styczniu 2022 roku pojazd trafił do służby w kolejach Wielkopolskich.

### Koleje Dolnośląskie

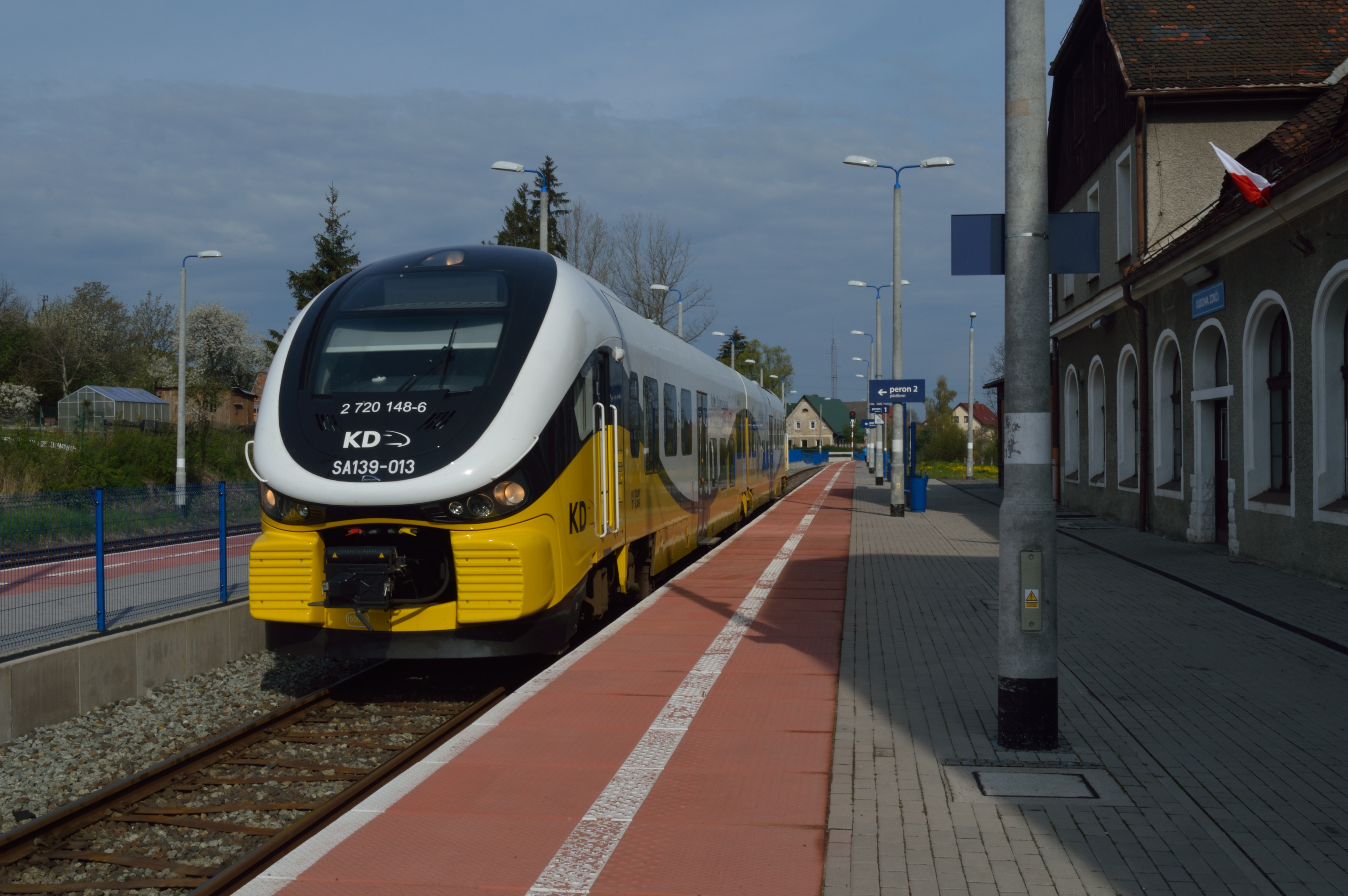
SA139-013 na stacji Kudowa-Zdrój

7 września 2015 Koleje Dolnośląskie zakupiły 4 pojazdy typu 223M, a 25 i 26 października jednostki zostały dostarczone. Przewoźnik otrzymał jednostki pierwotnie wykonane dla Regentabahn.
22 listopada jeden z pojazdów został zaprezentowany w Legnicy podczas dnia otwartego Kolei Dolnośląskich.
Na początku października 2017, ze względu na niedobory taborowe, przewoźnik wypożyczył od Pesy pojazd SA139-010, który wcześniej był dzierżawiony przez Koleje Wielkopolskie.
8 października 2019 roku Koleje Dolnośląskie wynajęły od producenta jednostkę SA139-008 na okres 123 dni.

### Polregio

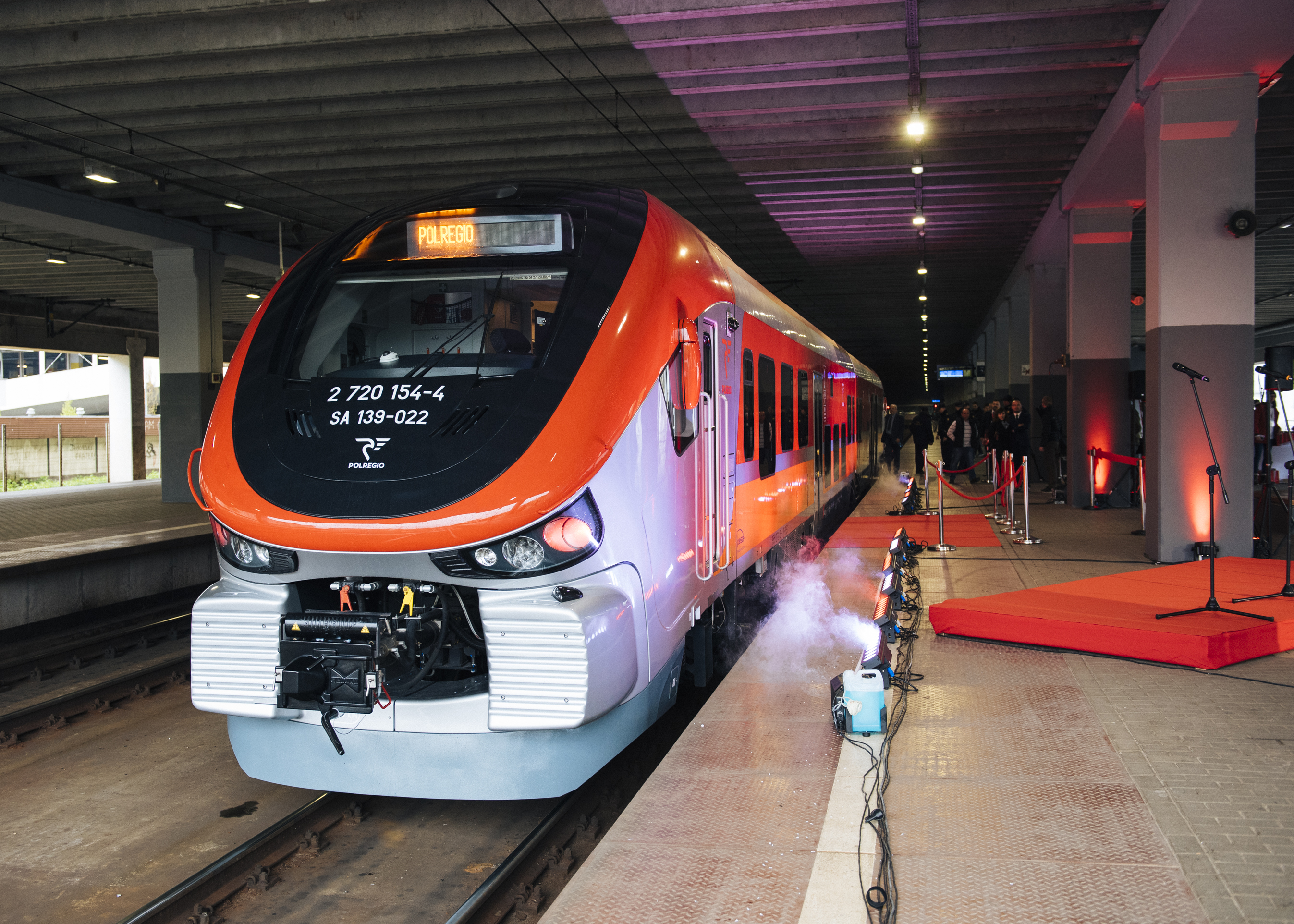
SA139-022 podczas prezentacji

Pod koniec lutego 2017 Przewozy Regionalne podpisały z Pesą umowę na dostawę 3 sztuk 2-członowych Linków z opcją na rozszerzenie zamówienia o dodatkowe 2 egzemplarze. 27 kwietnia na Dworcu Wileńskim w Warszawie miała miejsce prezentacja i przekazanie pierwszej jednostki. Następnie udała się ona do Chojnic, gdzie w międzyczasie dotarł również drugi pojazd. W połowie maja została dostarczona trzecia jednostka i trwały testy wszystkich trzech pojazdów. Wówczas zapowiedziano, że składy te zastąpią wyprodukowane w latach 90. pojazdy serii SA101/SA102. 29 maja odbyła się prezentacja na stacji Gdańsk Wrzeszcz, 1 czerwca na stacji Olsztyn Główny, a 22 czerwca na stacji Łódź Kaliska (w ramach której przekazano ostatnią, piątą jednostkę). Po zakończeniu dostaw 3 jednostki trafiły do województwa pomorskiego, a pozostałe pojedyncze egzemplarze rozpoczęły eksploatacje w województwie warmińsko-mazurskim i łódzkim.
Pod koniec września 2018 PR wypożyczyły od Pesy jeszcze jednego Linka, który został skierowany do obsługi połączeń w województwie zachodniopomorskim. 19 lutego 2020 pojazd został przez Polregio wykupiony na własność. W drugiej połowie maja został przetransportowany do bazy taborowej w Chojnicach. W listopadzie 2021 roku Polregio zakupiło od województwa zachodniopomorskiego dwa pierwsze wyprodukowane SA139.